# Вайвара (концентрационный лагерь)
Ва́йвара (эст. Vaivara) — концентрационный и транзитный лагерь (а также так называемый «трудовой лагерь»), организованный нацистами в оккупированной Эстонии на территории нынешней волости Вайвара в 190 км к востоку от Таллина. Существовал с августа 1943 года по февраль 1944 года.

## История
Был создан в 1943 году как лагерь для советских военнопленных. Являлся основным в комплексе из двадцати лагерей, существовавших в разное время на территории Эстонии. Через него прошло около 20 тыс. евреев из различных гетто, организованных нацистами в Латвии и Литве. Единовременно в лагере содержалось около 1300 человек, в основном евреев. При этом в составе узников были также русские, датчане и эстонцы. Лагерем руководили немецкие офицеры СС.
Среднее количество одновременно содержащихся в лагерях системы Вайвара узников составляло около 10 тысяч человек.

## Администрация
Комендантом лагеря был гауптштурмфюрер СС Ганс Аумайер. В лагере также служили гауптшарфюрер Макс Дальманн, гауптшарфюрер Курт Панике и лагерфюрер Гельмут Шнабель. Главный врач — Франц фон Бодман. Весь административный персонал состоял из отрядов СС «Мёртвая голова». Охрану лагеря осуществляли эстонские национальные формирования СС.

## Процессы над военными преступниками
В 1947 году в Кракове комендант лагеря Ганс Аумайер был приговорён к смертной казни через повешение, но за преступления, совершенные в Освенциме. Главный врач лагеря Франц фон Бодман покончил жизнь самоубийством в мае 1945 года. Адъютант коменданта Курт Генрих в 1948 году был приговорён к 2 годам и 10 месяцам заключения с учётом срока интернирования. 8 сентября 1969 года перед земельным судом в Ульме предстали Гельмут Шнабель и Штефан Крут, они оба были приговорены к 6 годам лишения свободы. В 1967 году Эрнст Рунде предстал перед земельным судом в Дуйсбурге, но он покончил с собой в тюремной камере. В 1973 году Оскару Хелбигу было предъявлено обвинение в Кёльне, однако он был признан непригодным для суда по состоянию здоровья. В 1977 году земельный суд Ганновера приговорил Рольфа Кликера к 6 годам лишения свободы. Эрих Шарфеттер бежал в Египет в 1960 году, когда в отношении него открыли уголовное дело, вернулся в Европу в 1977 году, а в 1980 году земельным судом города Штаде был приговорён к пожизненному заключению. В 1990 году премьер-министр Нижней Саксонии Эрнст Альбрехт помиловал Шарфеттера.

## Концлагеря системы Вайвара
- Вайвара (лагерь у железнодорожной станции и при заводе минеральных масел)
- Нарва-Ост (сейчас на территории России)
- Гунгербург (Нарва-Йыэсуу)
- Эреди (с отдельной «трудовой командой» в Кохтла)
- Голдфилдс
- Йыхви
- Кунда
- Клоога
- Кивиыли
- Лагеди
- Вийвиконна 1
- Сонда
- Аувере
- Азери
- Соска
- Путки
- Кукрузе
- Куремяэ
- Паниковичи